# مردگان سخن نمی‌گویند
مردگان سخن نمی‌گویند (اسپانیایی: Los muertos no hablan‎) یک فیلم در ژانر وسترن به کارگردانی خائیمه سالوادور است که در سال ۱۹۵۸ منتشر شد.